# Dawayne Bailey
Dawayne Bailey (Manhattan, Kansas, 3 de octubre de 1954) es un guitarrista estadounidense que ha realizado giras y grabaciones con Bob Seger & the Silver Bullet Band, Véronique Sanson y Chicago.

## Biografía
Bailey nació y se crio en Manhattan, Kansas. Mientras todavía asistía la preparatoria fundó la banda Rathbone, que desarrolló una fuerte base de admiradores regionales. En 1972, Bailey y Rathbone se mudaron a Los Ángeles para fomentar su carrera musical. Tras algunos vaivenes con su banda, el bajista Jason Scheff lo invitó a presentarse a una audición para guitarristas organizada por la banda Chicago, logrando quedarse con el puesto. Bailey fue miembro de Chicago desde julio de 1986 hasta enero de 1995, y fue colaborador de su álbum inédito, que en 1994 iba a titularse Stone of Sisyphus. Compuso la canción principal de ese álbum, así como otra canción llamada "Get on This". Esta última no fue incluida en el eventual lanzamiento de Rhino Records en junio de 2008 del álbum por razones desconocidas.
Después de su experiencia en la banda Chicago, Bailey permaneció en Los Ángeles y luego hizo parte de varios proyectos originales como Shayna y Belly Puddle (con el hermano de Jason Scheff, Lauren). Bailey luego salió de gira e ingresó al estudio de grabación con la leyenda francesa Véronique Sanson en 1998 y 1999.